# Peplonia organensis
Peplonia organensis är en oleanderväxtart som först beskrevs av Eugène Pierre Nicolas Fournier, och fick sitt nu gällande namn av Fontella och Rapini. Peplonia organensis ingår i släktet Peplonia och familjen oleanderväxter. Inga underarter finns listade i Catalogue of Life.